# The Lies Within
The Lies Within (모두의 거짓말?, Modu-ui geojinmalLR; lett. "Le bugie di tutti") è una serie televisiva sudcoreana trasmessa su OCN dal 12 ottobre al 1º dicembre 2019, tratta da un romanzo di Joo Won-gyu. Internazionalmente è distribuita da Netflix.

## Trama
Kim Seo-hui, parlamentare dell'Assemblea nazionale, fa squadra con il detective Jo Tae-sik per salvare il proprio marito, scomparso dopo l'improvvisa morte del padre di Seo-hui.

## Personaggi e interpreti
- Jo Tae-sik, interpretato da Lee Min-ki
- Kim Seo-hui, interpretata da Lee Yoo-young